# Waldemar Hohenzollern

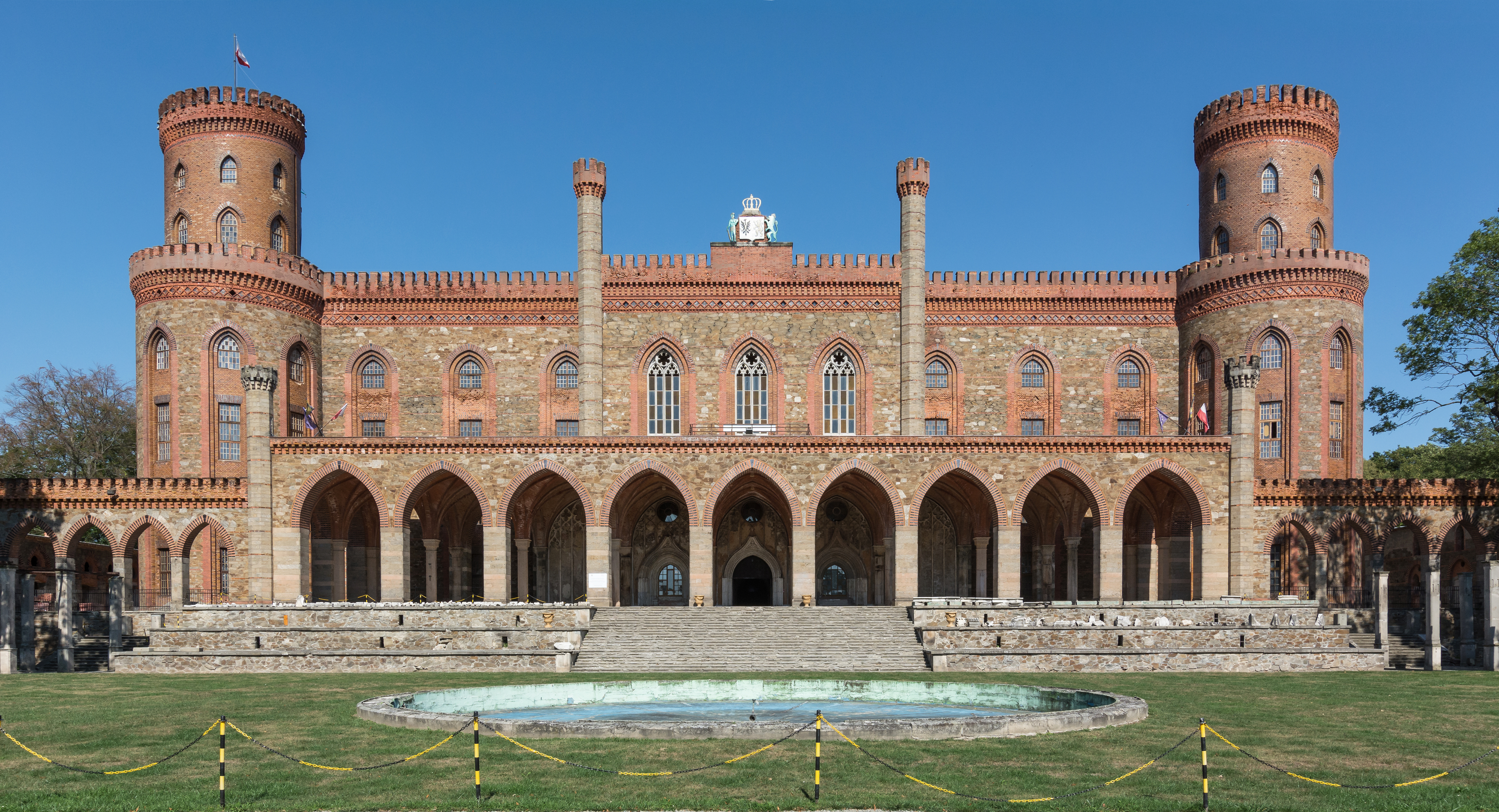
Pałac w Kamieńcu Ząbkowickim należący do Waldemara Hohenzollerna

Waldemar Wilhelm Ludwig Friedrich Viktor Heinrich (ur. 20 marca 1889 w Kilonii, zm. 2 maja 1945 w Tutzing) – książę pruski z dynastii Hohenzollernów, ostatni właściciel pałacu w Kamieńcu Ząbkowickim.

## Życiorys
Urodził się w 1889 r. w Kilonii, jako najstarszy syn Henryka Hohenzollerna i jego żony Ireny z Hesji-Darmstadt. Jego żoną była księżniczka Calixta Agnes zu Lippe-Detmold, z którą wziął ślub w Hemmelmark. Podobnie jak jego krewni: kuzyn – carewicz Aleksy Romanow, wuj – książę Fryderyk (1870–1873), i młodszy brat Henryk (1900–1904), cierpiał na rzadką chorobę krwi – hemofilię, która była przyczyną jego śmierci. Odziedziczył ją po matce (była nosicielką).
Po bezpotomnej śmierci 13 listopada 1940 r. księcia Friedricha Heinricha na mocy wcześniejszej umowy odziedziczył pałac w Kamieńcu Ząbkowickim. Zamieszkał tam z żoną.
Pięć lat później, po wkroczeniu Armii Czerwonej na teren Dolnego Śląska, ciężko chory Waldemar ewakuował się z Kalikstą w kwietniu 1945 r. do położonego w Bawarii Tutzing. W tym czasie do tego miasta wkroczyli żołnierze amerykańscy, którzy skoncentrowali swoją uwagę na więźniach miejscowego obozu koncentracyjnego. Książę miał szansę na uratowanie, zależało to jednak od szybkiej transfuzji krwi. Z powodu jej braku zmarł. Został pochowany w Eltville am Rhein naprzeciw grobu Marianny Orańskiej.